# Pedro Jaque
Pedro Fernando Jaque Gatíca (Lota, Chile, 1 de octubre de 1963) es un exfutbolista y seleccionado nacional chileno. Desarrolló su carrera entre 1985 y el año 2003. Jugaba de defensa, desempeñándose en sus inicios como lateral derecho, para luego evolucionar hacia el centro de la zaga. Su carrera se desarrolló en diversos clubes de Chile y México., destacando por su gran despliegue físico y anticipación. 

## Trayectoria

### Cobreloa
El año 1992, Pedro Jaque se integró a Cobreloa. De cara al torneo nacional de 1992, los aprontes no eran los mejores, tras una pésima Copa Chile, la banca naranja quedó acéfala, asumiendo de forma interina el arquero Mario Osbén hasta el arribo de José Sulantay. El técnico coquimbano realizó un cambio táctico adoptando, esquema que en lo defensivo utilizaba un líbero y dos stoppers. En este esquema, Pedro Jaque asumió como stopper por el lado derecho, consolidándose como titular por todo el torneo. 
Tras 25 fechas invictos, a Jaque y la posibilidad cierta de campeonar, vivió la paradoja de enfrentar en la penúltima fecha a su exequipo, Arturo Fernández Vial, que enfrentaba el peligro cierto del descenso. En un disputado encuentro se dio la lógica Cobreloa, se impuso 3-2, titulándose campeón y al mismo tiempo enviando a 2° división al tradicional equipo penquista.

## Selección nacional
Su llegada a la selección se dio en el marco de un amistoso contra España en septiembre de 1993, siendo nominado por el entonces técnico de Unión Española, Nelson Acosta, quien asumió interinamente sólo para ese encuentro, aunque Jaque no llegó a debutar en ese partido. Su estreno oficial sería bajo la dirección de Mirko Jozic contra Francia, el 22 de marzo de 1994 en Lyon. En esa oportunidad Chile caería por 3 goles a 1 frente al combinado galo.

### Partidos internacionales
| 1     | 22 de marzo de 1994 | Estadio Gerland, Lyon, Francia                             | Francia        | 3-1 | Chile |   |  | Mirko Jozić       | Amistoso |
| 2     | 26 de marzo de 1994 | Estadio Rey Fahd, Riad, Arabia Saudita                     | Arabia Saudita | 0-2 | Chile |   |  | Mirko Jozić       | Amistoso |
| 3     | 29 de marzo de 1994 | Estadio Rey Fahd, Riad, Arabia Saudita                     | Arabia Saudita | 2-2 | Chile |   |  | Mirko Jozić       | Amistoso |
| 4     | 29 de marzo de 1995 | Los Angeles Memorial Coliseum, Los Ángeles, Estados Unidos | México         | 1-2 | Chile |   |  | Xabier Azkargorta | Amistoso |
| Total | Total               | Total                                                      | Presencias     | 4   | Goles | 0 |  |                   |          |

| Selección chilena | Selección chilena | Selección chilena |
| Año               | Partidos          | Goles             |
| ----------------- | ----------------- | ----------------- |
| 1994              | 3                 | 0                 |
| 1995              | 1                 | 0                 |
| Total             | 4                 | 0                 |

## Clubes
| Club                  | País   | Año       |
| --------------------- | ------ | --------- |
| Lota Schwager         | Chile  | 1985-1987 |
| Arturo Fernández Vial | Chile  | 1988-1991 |
| Cobreloa              | Chile  | 1992-1994 |
| Morelia               | México | 1994-1995 |
| Cobreloa              | Chile  | 1995-1997 |
| Deportes Concepción   | Chile  | 1998-1999 |
| Everton               | Chile  | 2000      |
| Coquimbo Unido        | Chile  | 2001-2002 |
| Unión La Calera       | Chile  | 2003      |

## Palmarés

### Campeonatos nacionales
| Título                    | Club     | País  | Año  |
| ------------------------- | -------- | ----- | ---- |
| Primera División de Chile | Cobreloa | Chile | 1992 |

### Distinciones individuales
| Distinción                                   | Año  |
| -------------------------------------------- | ---- |
| Mejor Central Extranjero de la Liga Mexicana | 1994 |